# Малькольм I (король Стратклайда)
Малькольм (гэльск. Máel Coluim) (умер в 997 году) — король Стратклайда (973—997), сын Дональда III. Известен тем, что был одним из восьми правителей Британии, которые присягнули в Честере на верность Эдгару Английскому. В 997 году ему наследовал его брат Эоган.